# Medína v době Mohameda
Medína v době proroka Mohameda (první polovina 7. století) byla teokratický státní útvar na Arabském poloostrově a fakticky první muslimský stát na světě založený samotným prorokem Mohamedem, který sjednotil arabské kmeny a předcházel mnohem většímu islámskému Chalífátu, rozsáhlé vojenské říši, která porazila dvě soupeřící velké mocnosti v regionu – Byzantskou a Sasánovskou říši.
Mohamed do Medíny přišel jako zprostředkovatel, pozvaný kvůli vyřešení krevní msty mezi arabskými frakcemi Aws a Khazraj. To se mu skutečně povedlo tím, že obě znepřátelené skupiny sjednotil do své muslimské komunity a zakázal krevní mstu mezi muslimy. 

## Nemuslimové v Medíně
Medína byla přesto také domovem několika židovských kmenů (ačkoliv otázkou zůstává, zdali se jednalo i o etnické Židy). Mohamed doufal, že ho také uznají za svého proroka, nicméně se tak nestalo. Naopak Židé jeho učení zpochybňovali, pro rozpory mezi jeho učením a jejich Písmem svatým. Někteří akademičtí historikové se domnívají, že již v této době Mohamed opustil naději, že se mu povede získat Židy jako následovníky nebo spojence, a tak změnil qiblu, směr muslimských modliteb, od původního chrámu v Jeruzalémě ke Ka'bě v Mekce.
Nemuslimští osadníci na muslimském území bývali obvykle spíše zdaněni, než vypovězeni. Mohamed navrhl dokument, který je dnes znám jako „Medínská ústava“ (cca 622–623), kde vyložil pravidla, podle kterých mohou rozdílné frakce, a speciálně Židé, žít uvnitř nového Islámského státu. V tomto systému bylo Židům a ostatním „Národům Knihy“ povoleno udržet si své náboženství tak dlouho, dokud budou platit poplatek. Tento systém předurčil další vztahy mezi muslimy a nevěřícími a stal se tak základem budoucí stability muslimských chalífátů.